# Département Trasimène
Trasimène war von 1809 bis 1814 ein französisches Département mit der Hauptstadt Spoleto östlich des Trasimenischen Sees.
Das Département war gegliedert in vier Arrondissements:
- Spoleto (Spolète),
- Foligno,
- Perugia (Pérouse),
- Todi.

Das 1809 vom Kirchenstaat gekommene Gebiet kam 1814 an diesen zurück und gehört heute zu Italien.